# Okay sceriffo
Okay sceriffo è un film italiano del 1965 diretto da Angio Zane.

## Trama
In una cittadina del Nebraska ricca di miniere convergono gli scrupoli di molti malintenzionati. Lo sceriffo Preston, con l'aiuto di un ragazzino di nome Dick e un simpatico vecchietto chiamato Jo Bapee, riuscirà a tenere alla larga i criminali.